# 동수구리
동수구리(학명: Rhynchobatus djiddensis)는 수구리과 동수구리속에 속하는 바닷물고기의 일종으로, 수구리과에 속한 물고기 중에서는 목탁수구리와 함께 한반도에서도 관찰된 바 있다. 몸길이는 3.1m까지 자랄 수 있으며 체중의 경우 큰 개체는 227kg까지 나갈 수 있다.